# USS Ticonderoga (CG-47)
Pour les autres navires du même nom, voir USS Ticonderoga.
L'USS Ticonderoga (CG-47) est un croiseur lance-missiles de l'United States Navy et le Navire de tête de la classe Ticonderoga.

## Conception et construction
Il est construit à partir de 1980 par le chantier naval Ingalls de Pascagoula et mis en service en 1983. Il est nommé d'après le Fort Ticonderoga.

## Liste des commandants
| Date début | Date fin   | Noms                         | Grades    |
| ---------- | ---------- | ---------------------------- | --------- |
| 01/22/1983 | 01/19/1985 | Roland George Guilbault (en) | Captain   |
| 01/19/1985 | 03/07/1987 | Raymond Michael Walsh        | Captain   |
| 03/07/1987 | 08/04/1989 | James Matthew Arrison III    | Captain   |
| 08/04/1989 | 07/21/1991 | Morris Cooper Foote          | Commander |
| 07/21/1991 | 06/30/1993 | Edward F. Messina            | Captain   |
| 06/30/1993 | 06/08/1995 | Gary Alan Storm              | Captain   |
| 06/08/1995 | 12/03/1996 | Charles Thomas Bush          | Commander |
| 12/03/1996 | 06/30/1998 | David G. Yoshihara           | Commander |
| 06/30/1998 | 06/09/2000 | King Hastings Dietrich       | Commander |
| 06/09/2000 | 01/30/2002 | Glen Richard Sears II        | Commander |
| 01/30/2002 | 09/30/2004 | Glenn Wilson Zeiders III     | Commander |